# Unidad de Fomento
Unidad de Fomento (UF) – (ang. Unit for Fostering) jednostka rozliczeniowa w Chile występująca tylko w formie bezgotówkowej. Kurs wymiany między UF a chilijskim peso jest stale dostosowywany do wartości inflacji w proporcji 1/30 zmiany CPI z poprzedniego miesiąca. W powszechnym użyciu służy do określenia wartości nieruchomości, wynajmu mieszkań, kredytów hipotecznych i samochodowych, długoterminowych papierów wartościowych, podatków, płatności emerytalnych oraz alimentów. Wszelkie płatności indywidualne realizowane są przy użyciu pesos. 

## Historia
Powołana została 2 stycznia 1967 roku przez Ministerstwo Finansów w czasie rządów prezydenta Eduardo Frei Montalvy. Określała ona kwotę główną oraz odsetki na cele rozwojowe w międzynarodowych kredytach zabezpieczonych. W latach 80. weszła do powszechnego użycia.